# Kasidoli (Priboj)
Pour les articles homonymes, voir Kasidoli.
Kasidoli (en serbe cyrillique : Касидоли) est un village de Serbie situé dans la municipalité de Priboj, district de Zlatibor. Au recensement de 2011, il comptait 330 habitants.
Un autre village du nom de Kasidoli est situé à proximité.

## Démographie

### Évolution historique de la population
| 1948 | 1953 | 1961  | 1971 | 1981 | 1991 | 2002 | 2011 |
| ---- | ---- | ----- | ---- | ---- | ---- | ---- | ---- |
| 831  | 918  | 1 011 | 987  | 797  | 522  | 455  | 330  |

|  |